# بخش گوندیا
بخش گوندیا (به انگلیسی: Gondia district) یک منطقهٔ مسکونی در هند است که در بخش ناگپور واقع شده‌است. بخش گوندیا ۵٬۲۳۴ کیلومتر مربع مساحت و ۱٬۳۲۲٬۵۰۷ نفر جمعیت دارد.